# Pierre de Caseneuve
Pierre de Caseneuve (* 31. Oktober 1591 in Toulouse; † 31. Oktober 1652 ebenda) war ein französischer römisch-katholischer Geistlicher, Historiker und Romanist.

## Leben und Werk
Pierre de Caseneuve (auch: Cazeneuve) studierte Theologie und Rechtswissenschaft und lernte (neben den Sprachen Altgriechisch und Latein) Deutsch, Spanisch, Italienisch und Altprovenzalisch. 1630 wurde er zum Priester geweiht, genoss eine Pfründe an der Kathedrale von Toulouse und unternahm im Auftrag der Erzbischöfe Charles de Montchal (1628–1651) und Pierre de Marca historische Forschungen. Sein Manuskript eines etymologischen Wörterbuchs des Französischen wurde 1694 von Simon de Valhébert († 1741) zusammen mit dem Wörterbuch von Gilles Ménage herausgegeben. Er hinterließ eine ungedruckte Abhandlung über die provenzalische Sprache und ihre Dichter. In Toulouse trägt die Rue Pierre Cazeneuve seinen Namen.

## Werke (Auswahl)
- (1621) La Caritée ou La Cyprienne amoureuse. Hrsg. Georges Molinié. Université de Toulouse-Le Mirail, Toulouse 1980.
  - (deutsch) Eine schöne vnd vberaus anmühtige Histori von Caritea, der verliebten Princessin auß Cypern. In: Theatrvm Amoris oder Schawplatz der Liebe. Frankfurt am Main 1626, 1644.
- (1640) Instructions pour le franc-alleu de la province de Languedoc. Toulouse 1640.
  - Le Franc-Alleu de la province de Languedoc establi et défendu. Seconde édition reveue et augmentée d’un second livre à laquelle a esté de plus adjousté un traicté de l’origine, de l’antiquité et des privilèges des Estats Généraux de la mesme province. Ensemble un recueil des chartes de ses principaux privilèges. Toulouse 1645.
- (1644a) Histoire de la vie et des miracles de S. Edmond, roy d’Estangle ou Angleterre orientale. Toulouse 1644.
- (1644b) La Catelogne françoise où il est traité des droits que le roy a sur les comtez de Barcelone, & de Roussillon, & sur les autres terres de la principauté de Catelogne. Lacour-Ollé, Nîmes 2008.
- (1659) L’origine des Jeux-fleureaux de Toulouse. Par feu Mr. de Caseneuve avec la vie de l’autheur par Monsieur Medon. Toulouse 1659.
- (1694) Les Origines françoises de M. de Caseneuve. Hrsg. Simon de Valhébert. In: Gilles Ménage: Dictionnaire étymologique, ou Origines de la langue françoise. Paris 1694. (101 Seiten, mit Vorwort des Herausgebers und Verzeichnis der Schriften von Caseneuve)
- (1774) « Fragment de M. de Cazeneuve » sur la langue d’oc. In: Las Obros de Pierre Goudelin. Toulouse 1774, S. XX–XXIX.